# Billioni
Pour les articles homonymes, voir Billion.
Michel Billion, dit Billioni, est un danseur et maître de ballet né à Paris en 1729 et mort dans cette ville le 5 février 1795,.
Frère cadet du maître de ballet de la Comédie-Italienne de Paris, Michel Billion n'a pas vingt ans lorsque Charles-Simon Favart, directeur de ce théâtre, l'engage comme premier danseur. Dès 1746, le maréchal de Saxe, désireux de préserver le moral de ses troupes en campagne, appelle Favart et ses comédiens à le rejoindre à Bruxelles et à s'établir au Théâtre de la Monnaie. Dans ses Mémoires, Favart écrit au comte de Durazzo le 6 novembre 1763 : « Quoique Billon soit jeune, il y a vingt ans qu'il est sous [les] yeux [du public] ; il a été mon premier danseur en Flandres, depuis élève du sieur de Hesse pour la composition des ballets, ensuite compositeur en chef à la Comédie Italienne ; sa capacité est généralement connue, et le témoignage que j'en rends ne peut être suspect, parce que je n'ai jamais fait acception de personne aux dépens de la vérité ».
En janvier 1749, les armées françaises quittent les Pays-Bas autrichiens, et avec elles la troupe de Favart. Billioni suit ce dernier à Paris, au même Théâtre-Italien : on le voit dans Ninette à la cour de Favart, puis dans le ballet des Tritons de Jean-Baptiste Pitrot, le 14 août 1755. Il devient ensuite maître de ballet de l'Opéra-Comique, puis reparaît aux mêmes fonctions au Théâtre-Italien de 1759 à 1763 : il est l'auteur de Thémire délivrée, de La Veillée cauchoise, du Vauxhall hollandais et de Pygmalion. De La Cuisse a publié en 1762, dans son Répertoire des bals, une contredanse intitulée La Bionni [sic]. En préliminaire, on y lit que « cette contredanse est tirée du Waxhall Hollandois, ballet pantomime de la composition de M. Bionni, maître des ballets du Théâtre-Italien. Ce ballet fut dansé à ce Spectacle pour la 1e fois le 28 novembre 1761 et fut reçu du public avec beaucoup d'applaudissement, on le continua les jours suivans ; et la jeunesse marquant beaucoup de désir de retenir les figures de la contredanse, pour la pouvoir danser dans les bals bourgeois, l'auteur des Etrennes dansantes a cru l'obliger de la lui donner, et de la faire précéder le Répertoire des bals dans lequel elle doit être insérée ».
Appelé à Bruxelles en 1764 comme nouveau maître de ballet, Billioni succède à Charles Bernardy. Le 19 février 1765, il donne Pan et Syrinx qui, d'après la Gazette des Pays-Bas, trouve un écho enthousiaste auprès du public. Le 30 novembre 1765, il épouse à Bruxelles Catherine-Ursule Bussa, dite Mlle Placide, jeune actrice et danseuse qui avait quitté le Théâtre-Italien de Paris en 1764 pour suivre Billioni à Bruxelles, alors qu'elle n'était âgée que de seize ans.
De retour à Paris, Billioni reprend la charge de maître de ballet de la Comédie-Italienne en 1767, puis on le retrouve à Liège en 1777, comme directeur du théâtre de la ville, où le prince-évêque Velbruck le prend sous sa protection. Déclaré en faillite l'année suivante, Billioni quitte Liège pour retourner dans sa ville natale, où il meurt en 1795.